# Legamento
Il legamento (o ligamento) è una formazione di tessuto connettivo fibroso denso con la funzione di tenere unite fra loro due o più strutture anatomiche (per esempio due segmenti ossei) o di mantenere nella posizione che gli è propria un organo, ovvero di concorrere a delimitare aperture o cavità nelle quali si trovano altre formazioni anatomiche (vasi sanguiferi o linfatici, tronchi nervosi ecc.).

## Tipologie
Il nome dei legamenti deriva in genere dalle parti ossee e dagli organi con cui hanno rapporto o che collegano, per esempio: «legamento femorale, legamento gastroepatico. I legamenti crociati sono fasci fibrosi dell'articolazione del ginocchio tra loro incrociati; i legamenti gialli sono robusti fasci fibrosi, dal particolare colore giallastro, che uniscono due lamine vertebrali adiacenti, mantenendo in rapporto due vertebre contigue.